# Mutsmangabey
De mutsmangabey (Cercocebus galeritus)  is een soort van het geslacht (Cercocebus). De wetenschappelijke naam van de soort werd voor het eerst geldig gepubliceerd door Wilhelm Peters in 1879.

## Voorkomen
De soort komt voor in Kenia.